# Douglas Northway
Douglas Dale Northway (28 aprile 1955) è un ex nuotatore statunitense.
Specializzato nello stile libero, ha vinto la medaglia di bronzo nei 1500 m sl alle Olimpiadi di Monaco 1972.

## Palmarès
- Olimpiadi

Monaco 1972: bronzo nei 1500 m sl.
- Giochi panamericani

1975 - Città del Messico: oro nei 400 m sl.